# 姫路市立大津中学校
姫路市立大津中学校（ひめじしりつ おおつちゅうがっこう）は、兵庫県姫路市大津区長松にある公立中学校。

## 沿革
- 1987年
  - 1月18日 - 校歌制定（作詞：高橋省巳、作曲：徳久孝）
  - 4月6日 - 開校宣言
  - 5月28日 - 開校記念式典挙行
- 1988年4月2日 - 格技場完工式
- 1993年10月15日 - パソコン教室完成
- 1996年
  - 5月10日 - 創立10周年記念式典挙行
  - 10月11日 - ふれあいルーム完成
- 2006年5月10日 - 創立20周年記念式典挙行
- 2016年11月6日 - 創立30周年記念式典挙行

## 部活動

### 運動部
- 野球部
- サッカー部
- 女子バレーボール部
- 女子バスケットボール部
- 女子ダンス部
- 男子ソフトテニス部
- 女子ソフトテニス部
- 男子バドミントン部
- 女子バドミントン部
- 水泳部
- 剣道部
- 柔道部
- 男子卓球部
- 陸上競技部
- 体操競技部

### 文化部
- 吹奏楽部
- 美術部
- 科学・技術部
- 箏曲部
- 茶道部
- 華道部
- 書道部
- 放送部

## 通学区域
以下の小学校の通学区域。大津区の全域と勝原区の一部が該当する。
- 姫路市立大津小学校（全域）
- 姫路市立南大津小学校（全域）
- 姫路市立大津茂小学校（姫路市立朝日中学校校区を除く）

### 区域の様子
近年校区内で相次いで宅地開発がおこなわれている。
- イオンモール姫路大津

### アクセス
- 山陽電気鉄道網干線平松駅下車、北へ1.5km。

## 著名な出身者
- 栗原恵 - 元バレーボール選手
- 竹澤健介 - 元陸上競技選手
- 髙田知季 - 元プロ野球選手
- 片岡來聖 – キックボクシング選手

## 通学区域が隣接している学校
- 姫路市立網干中学校
- 姫路市立朝日中学校
- 姫路市立広畑中学校